# A reneszánsz magyar irodalma
A korszak szépirodalmában vegyesen használták a magyar és a latin nyelvet. A magyar nyelvű irodalomról szóló fejezeteket aláhúzással jelöljük.

## A magyar reneszánsz irodalom kialakulása (15. századmásodik fele)

I. Mátyás magyar király hollós címere egy corvina díszoldalán

Az Itáliában születő humanizmus szellemi irányzata és az ezzel egyidejű reneszánsz művészeti mozgalom Itálián kívül elsőként Magyarországon jelent meg.

### Tudományos irodalom
- Levél és szónoki beszéd
  - Vitéz János (1408–1472)
  - Váradi Péter, Vetési László
- Történetírás
  - Galeotto Marzio (1427–1497): Mátyás király kiváló, bölcs, tréfás mondásairól és tetteiről; De egregie, sapienter, jocose dictis ac factis regis Matthiae, (1485),anekdotikus beszámoló a humanista magyarországi élményeiről.
  - Pietro Ranzano (1428–1492): Minden idők évkönyvei (Annales omium temporum) az író egész életén keresztül írta, mégis befejezetlen maradt. Célja az egész világtörténelem feldolgozása a vallásos humanizmus szellemében. Forrásai: a modern világtörténelem és az akkori  friss irodalom. Magyar vonatkozású részleteket is tartalmaz. pl.: Hunyadi János és a várnai csata.
  - Antonio Bonfini (1427–1502): Magyar történet (Hungaricarum rerum decades IV. et dimidia). Mátyás felkérésére és kincstári finanszírozással tíz esztendeig írta a magyarság történetét, melyből a 19. századig egész Európa ismerte az országot.
- Filológia: Megyericsei János, Mattheus Fortunatus
- Az önálló magyar filozófia kezdetei
  - Andreas Pannonius, fiatal korában Hunyadi János előkelő nemesi származású katonája volt, majd 1445-ben karthauzi szerzetes lett, és ezután itáliai rendházakban élte le életét. A legönállóbb középkori magyar teológus elme. Bár elsősorban a skolasztikus hagyományhoz kapcsolódik, műveiben a humanista gondolkodókat foglalkoztató alapvető kérdéseket állítja a középpontba. Fő műve az Expositio super Cantica canticorum Salomonis (Fejtegetés a salamoni Énekek énekéről, 1460), amely hatalmas teológiai ismeretanyagot megmozgató eredeti mű az Énekek énekéről, a Bibliának erről a híres és a misztikusok által különösen kedvelt könyvéről. Libellus de virtutibus Matthiae Corvino dedicatus (Az erényekről szóló könyv, Corvin Mátyásnak ajánlva, 1467) című munkája, valamint a ferrarai hercegnek ajánlott hasonló tartalmú másik könyve (Ad divum Herculem, 1471) a királyok erényeiről szóló teológiai értekezések, úgynevezett „királytükrök”. Andreas Pannonius-szal jutott el a magyarországi egyházi tudományosság arra a szintre, hogy a nemzetközi teológiai irodalom számára is figyelemre méltót alkothasson.

### Szépirodalom
- Janus Pannonius (1434–1472)

## A magyar reneszánsz irodalom fénykora (16. század)

### Tudományos irodalom
- Jogtudomány
  - Werbőczy István (1460k-1541): A Tripartitum vagy Hármaskönyv 1517-ben jelent meg, a feudális jogrendszert védi a köznemesi érdekek szerint. Törvényerőre sosem emelkedett joggyűjtemény, amely mégis a 19. századig meghatározó erejű maradt a magyar jogrendben.
- Történeti és politikai művek
  - Eck Bálint (1494–1550): A köztársaság igazgatásáról (De rei publicae administratione, 1520)
  - Brodarics István (1470–1539): Igaz történet (De conflictu Hungarorum cum Solymano Turcorum imperatore ad Mohach historia verissima, 1527). Levél a mohácsi csatáról I. Zsigmond lengyel királynak, amely az íróját a magyar történetírás nagyjai közé emelte, műfajteremtő értékű alkotás de történeti forrásértéke és szépirodalmi értéke is páratlan.
  - Csiki Székely Krónika (1533): Vitatott eredetiségű írás a székelyek eredetéről, amely egy 1796-os magyar fordításban maradt fenn.
  - Oláh Miklós (1493–1568) esztergomi érsek : Hungaria (1536), Attila (1537)
  - Verancsics Antal (1504–1573): Erdély, Moldva és Havasalföld jellemzése
  - Szerémi György: Emlékirat Magyarország romlásáról (1545)
  - Forgách Ferenc: Feljegyzések Magyarország állapotáról (1575)
  - Istvánffy Miklós: Magyarország királyainak pecsétjeiről, Az eretnekség kezdetéről és elterjedéséről, Ferdinánd és János, Magyarország királyai, A magyarok történetének 34 könyve
  - Erdélyi történeti és politikai írók: Abafáji Gyulai Pál, Giovanni Michele Bruto, Kovacsóczy Farkas
- Magyar nyelvű történetírás
  - Zay Ferenc: Az Landorfejírvár elveszésének oka e vót és így esött, 1535
  - Ismeretlen szerző: Verancsics-évkönyv
  - Székely István: Chronika ez világnak jeles dolgairól (1559), az első magyar nyelvű világtörténelem.
- A magyar nyelvű önéletírás kezdetei
  - Mindszenti Gábor: Mindszenti Gábor diáriuma öreg János király haláláról
  - Gálfi János: Gálffy János rabságában készített önéletirata, 1593
- Magyar nyelvtan és filológia
  - Dévai Bíró Mátyás Ortographica Hungarica című műve az első magyar helyesírási kézikönyv (1538). A kis ábécéskönyv a magyar betűsorral kapcsolatos szabályokat foglalja össze, különböző szövegpéldákkal illusztrálva.
  - Sylvester János a magyar nyelvtan első ismert rendszerezője. 1539-ben kiadott Grammatica Hungarolatina című művével kezdődik a magyar nyelvtantudomány.
  - Baranyai Decsi János, műfordító, az első magyar közmondásgyűjtő
- Természettudomány
  - Dudith András, polihisztor tudós
- Filozófia
  - Dávid Ferenc, a reneszánsz kori Európa legradikálisabb gondolkodója volt, aki a humanista valláskritikát végigvitte a kor filozófiai és tudományos lehetőségei szerinti legvégső következtetésekig. A józan ész és a lelkiismereti szabadság jegyében következetesen kiállt kora vallási eszméi ellen, és létrehozta az unitárius egyházat, amely az egyetlen magyar alapítású történelmi egyház. Mint Kolozsvár egyházi vezetője, és János Zsigmond erdélyi fejedelem papja, ő dolgozta ki a világon egyedülálló erdélyi vallásszabadság-törvényt, amelyet 1568-ban a tordai országgyűlés fogadott el. Racionalista és deista tanításával a 18. századi felvilágosodás valláskritikáját előlegezi meg. János Zsigmond halála után, 1579-ben börtönben halt meg. Fő műveit magyarul írta: Két könyv 1568, Az egy őmagától való felséges Istenről, 1571.
  - Johannes Sommer, német humanista gondolkodó, az unitárius egyház Erdélyben élő támogatója. Fő művei: Jacobus despota élete, Néhány tanulmány (Tractatus aliquot).

### Szépirodalom

#### Latin nyelvű szépirodalom
- A Jagelló-kor költői
  - Piso Jakab, Hagymási Bálint, Adrianus Wolphard
  - Stephan Stieröchsel (Taurinus): Stauromachina
  - Nagyszombati Márton: Magyarország főuraihoz
- A hősi epika csírái
- Alkalmi költészet
  - Torda Zsigmond
  - Zsámboki János (Johannes Sambucus, 1531–1584), II. Miksa császár udvari történetírója és költője.
- Iskoladráma

#### „Deákirodalom”
- Históriás ének
A históriás ének történelmi tárgyú verses epikai műfaj. A török hódoltság idején terjedt el vándorló énekmondók segítségével. Ők a kor jeles eseményeiről, a végvári harcokról, hősökről költöttek hosszabb verseket, s ezekhez dallamot is szereztek, majd az országot járva, énekelve adták elő őket. 
  - A mai napig legjelentősebb énekmondó Tinódi Lantos Sebestyén (1510–1556).
  - Tinódi követői: 
    - Tőke Ferenc: Az Istenek röttenetes haragjáról
    - Névtelen szerző: História az Szigetvárnak veszéséről
    - Névtelen szerző: Az vitéz Turi György halála
    - Csanádi Demeter: II. János élete, Az emberi élet
    - Salánki György: Az nádudvari történet
    - Tardi György: Historia szikszainensis
    - Gyulai Névtelen: Cantio de militibus pulchra Archiválva 2007. október 28-i dátummal a Wayback Machine-ben
    - Nagybáncsai Mátyás: Az vitéz Hunyadi János vajdáról
    - Görcsöni Ambrus: Mátyás király élete
    - Nikolsburgi Névtelen: A kenyérmezei viadalról
    - Temesvári János: A Béla királyról és a tatárokról
    - Kozárvári Mátyás: Régi magyaroknak első bejövésekről
    - Szegedi András: Jeruzsálem veszedelméről
    - Kákonyi Péter: Astiages és Cirus
    - Varsányi György: Xerxes históriája
    - Hunyadi Ferenc: Trója veszedelméről

  - Ilosvai Selymes Péter (1520–1580): Nagy Sándorról, Szent Pál, Cirusról, Nabukodonozorról, Sokféle neveknek magyarázatja, Ptolomeus királynak históriája, Az híres-neves Tholdi Miklósnak jeles cselekedeteiről és bajnokságáról való história (1574)
- Regényes históriák vagy széphistóriák
A 16. században váltak népszerűvé a magyar irodalomban, szórakoztató szerelmi történetek. Céljuk a szórakoztatás, de a lelki élet árnyaltabb bemutatásával, sok mesei elemmel. A leghíresebbek:
  - Istvánffy Pál: Volter és Grizeldis (1539)
A széphistória története: Volter sokat tartózkodik Olaszországban, sokáig nőtlen. Barátai, emberei kérik, hogy nősüljön meg, majd választanak neki feleséget, hogy ne maradjon utód nélkül. Volter azonban maga akar választani. Az udvar az esküvőre készül. Volter megkéri Grizeldist apjától, megígérteti vele, hogy mindig engedelmes lesz, majd feleségül veszi. Okos asszony lett Grizeldis, ura távollétében ő intézi a község ügyeit. Leánya születik, de Volter azzal az ürüggyel, hogy nem nézik jó szemmel, rászedi feleségét, hogy adja a gyermeket a szolgának. Volter Bononiában nénjénél titokban nevelteti a gyereket. Fiával is majd ugyanezt teszi. Majd a pápától írást hoz, s elhíreszteli, hogy újra nősül. Grizeldist egy szál ingben hazaküldi, elhozatja a gyermekeket, fogadja a vendégeket, majd Grizeldist is beállítja dolgozni. A nő ura kérésére dicséri az új asszonyt. Volter minderre felfedi, hogy csak próbára akarta tenni őt, s boldogan élnek tovább.
  - Tinódi Lantos Sebestyén: Jázon és Médea
  - Ráskai Gáspár: Vitéz Franciscorul (1552)
A széphistória története: Francisco Zeberniken él feleségével.  A királytól meghívást kap ebédre és lovagi tornára. Búcsút vesz nejétől és Budára megy. Béla királynál eldicsekedik, hogy neki van a legszebb háza, ő a legjobb vitéz, s neki van a leghűségesebb felesége. Ezt Kákánder vitéz megkérdőjelezi, Mire a király azt mondja: ha hazudik, halál fia. A lovag egy álnok öregasszony segítségével ellopatja a nő gyűrűjét. Franciscónak bujdosnia kell. Felesége egy évig hiába keresi, majd férfiruhában a király szolgája lesz, ki úgy megszereti, hogy fiává akarja fogadni s hozzáadná leányát. Kákánder vadászatra hívja, s a nő felfedezi az udvarban lovászként dolgozó férjét. Kákánder Zebernik várába hívja, ott ő a társaság előtt elmondatja vele, hogy nyerte a várat. Büntetésből őt is, nejét is lefejezteti, majd férje és a várnép előtt felfedi kilétét, s bocsánatot kér a királytól. A király megdicséri eszét és hűségét.
  - Névtelen szerző: Szilágyi Mihály és Hajmási László históriája (1560)
A széphistória története: A török császár fogságba veti a két magyar vitézt. A császárleány meghallja, amikor Szilágyi énekel. Kéri, ha feleségül veszi őt, kiszabadítja őket. Este lefizeti az őröket, két aranyszablyát vesz magának, a vitézeknek adja, majd ellovagolnak Magyarországra. Útközben megvívnak a törökkel, s a lányt egy szigeten hagyják. Az már épp öngyilkos lenne, mire érte mennek. Hajmási, kinek már felesége, s két gyermeke van, meg akar vívni a leányért. Szilágyi a párbajban csuklóból levágja Hajmási kezét. Hajmási hazatér családjához, Szilágyi pedig feleségül veszi a lányt.
  - Névtelen szerző: Béla királyrul és Bankó leányárul
  - Valkai András: Bánk bán históriája, Andoinusról és annak fiáról Abboinusról, A két Barbarossa testvér krónikája, Magyar krónika, Az magyar királyoknak eredetekről és nemzetségekről
  - Eurialus és Lucretia
- Énekes lírai versek
Típusai: a) házasénekek, b) alkalmi oktató, mulattató énekek, c) szatirikus versek, d) hegedősénekek

#### Protestánsszépírók
- Líra
  - Bornemisza Péter (1535–1584): Búcsúének („Siralmas énnékem…”) – a magyar nyelvű világi lírai vers első remeke.
- Históriás énekek
  - Szegedi Gergely: Az magyaroknak siralmas éneke a tatár rablásáról
  - Sztárai Mihály: Eleazár históriája, História Esaiás 3. könyvéből, Az Szent Illyésnek és Ákháb királynak históriája, Az Holofernes és Judit asszony históriája, Szent Athanasius püspök históriája, História Cramenus Tamás érseknek igaz hitben való állhatatosságáról
  - Bibliai históriák
    - Batizi András: Vitéz Gedeon, Judit históriája, Jónás prófétának históriája, Az istenfélő Zsuzsánna asszonynak históriája, Izsák pátriárkának szent házasságáról
    - Fekete Imre: Sámson, Sámuel, Saul és Dávid históriája
    - Dézsi András: A levitáról, Judás Makkabeus, Izsák áldozatja
    - Kákonyi Péter: Sámson, Asverius királyról és Eszterről
    - Baranyai Pál: Az tékozló fiúról
    - Nagybáncsai Mátyás: József
    - Székely Balázs: Tóbiás históriája
    - Küküllei Névtelen: Abigail asszonról
    - Békési Balázs: Szodoma és Gomorra
    - Biai Gáspár: Dávid és Betsabé

  - „Világhistóriák”
    - Farkas András: Az zsidó és magyar nemzetről
    - Batizi András: Meglött és megleendő dolgok
    - Dézsi András: Világ kezdetitül lött dolgok
- Prózai elbeszélőirodalom
  - Heltai Gáspár (1510–1574)
- A magyar nyelvű dráma fejlődése
  - Sztárai Mihály: Papok házassága, Az igaz papságnak tiköre
  - Antitrinitárius vitadrámák
  - Bibliai színjáték: Szegedi Lőrinc: Theophania
  - Komédia Balassi Menyhárt árultatásáról
  - Bornemisza Péter: Tragödia magyar nyelven az Sophokles Electrájából

#### Balassi és a főnemesi udvari irodalom

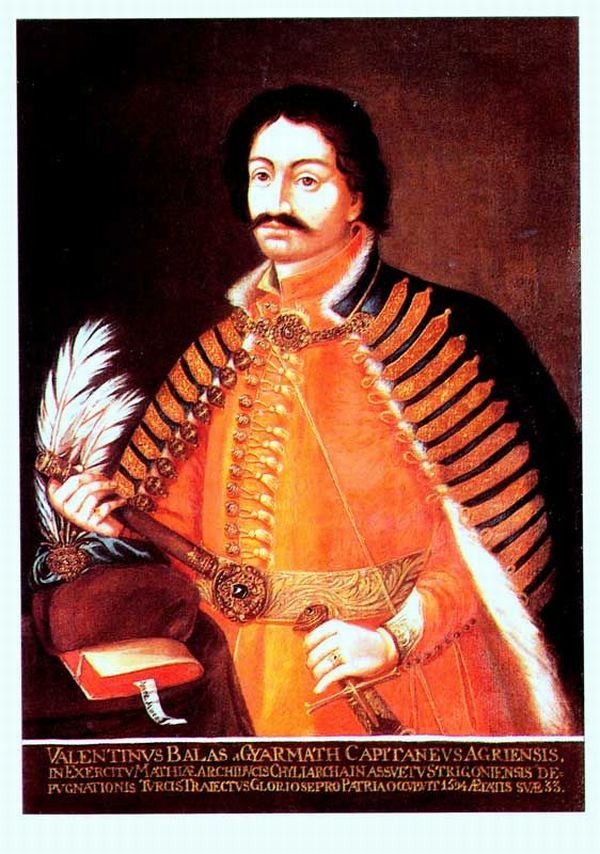
Balassi Bálint

- Balassi Bálint
Balassi Bálint (1554–1594)
- Pásztorjáték (bukolikus irodalom)
  - Telegdy Kata (1550 után – 1599 után) az első ismert magyar költőnő. Egyetlen verses levele maradt fenn. Ebben ironikus felhangokat ad a stilizált pásztorregény-világképnek. A prózai és verses részeket váltogató levélben ügyesen használja az évődés, a kritika, az öntudat és önirónia hangnemeit. Nagyfokú poétikai tudatosságra vallanak a vers-próza átmenetek, a szöveg tartalmával egybevágó, modern versritmus, amelynek alapja a szóbeliségben hagyományozott szövegvers. A költőnő Balassihoz hasonlóan eljutott a dallamtól független szövegvershez, csak más úton, egy archaikus hagyományt emelve be az irodalomba. Világképe, műfaja, poétikai fölfogása alapján Telegdy Kata Balassi tágabb köréhez tartozhatott. Művét, amely a hivatalos irodalmi élettől elszigetelt, de messze nem provinciális, távoli rokonság fűzi Louise Labé költői leveleihez.
- Szerelmi költészet
- Verses epika
- Udvari dráma
  - Balassi Bálint: Szép magyar komédia
  - Névtelen szerző: Constantinusnak és Victoriának szerelmekrül: AZ MTA irattárában egyetlen kézirata maradt meg szép másolatban. Szerzője ismeretlen, valószínűleg egy 16. századi délvidéki főúr, talán Draskovits János vagy udvarából valaki. A művet valószínűleg főúri esküvőre írták, előadásra készülhetett. Eredetisége is tisztázatlan, feltehetőleg olasz mintára készült. Nehézkes nyelv, latinos fordulatok jellemzik, mégis a kor kiemelkedő alkotásaként tarthatjuk számon.
- Fanchali Jób-kódex: A Balassiak és Thurzók udvarában ismert és kedvelt magyar nyelvű lírai, epikus és drámai alkotások nagyértékű kézírásos gyűjteménye a 16. század végéről.

### Vallásos irodalom – areformációévszázada

#### Bibliafordítások
- Humanista fordítások
A bibliafordítások történetében a könyvnyomtatás elterjedése hozott nagy fejlődést. Az Újszövetséget, illetve ennek részleteit először az 1530-as évek-ben adták ki magyar nyelven. 
  - Komjáthy Benedek A Szent Pál levelei magyar nyelven című műve (1533) volt az első magyar nyelvű nyomtatott könyv.
  - Pesti Gábor, humanista tudós volt az első magyar nyelvművelő. Új Testamentum magyar nyelven című munkája (1536) valójában a négy evangélium fordítása és egyben első nyomtatott kiadása volt. Magyar nyelve ízes és kifejező, mentes azoktól a nehézkes latin szerkezetektől, amelyek a középkori fordításokat, sőt néhány későbbi bibliafordításunkat is jellemezték.
  - Az első nyomtatott, magyar nyelvű teljes Újszövetség Sylvester János fordítása volt 1541-ben. Művét az Rotterdami Erasmus-féle híres ógörög nyelvű tudományos bibliakiadás alapján készítette. Az egyes evangéliumokhoz verses összefoglalókat írt disztichonokban, és szintén disztichonokban írta könyvének a magyar néphez szóló ajánlását is, elsőnek alkalmazva magyar nyelven az időmértékes verselést.
- Protestáns bibliafordítás
A magyar bibliafordítás fejlődésének a reformáció hazai térhódítása adott újabb nagy lendületet.
  - A zsoltárok protestáns fordítása (Bencédi Székely István, 1548) után 1565-ben készült el az első szinte teljes nyomtatott bibliafordítás, Heltai Gáspár, kolozsvári protestáns teológus munkája.
  - Heltai Gáspár fordítása nem terjedt el, szemben az örökségét folytató Félegyházi Tamás, debreceni református lelkész 1586-ban kiadott magyar Újszövetség-fordításával, amely az első országosan ismert, nagy hatású fordítás lett.
  - 1590-ben vált teljessé a Biblia mindmáig legismertebb és ma is gyakran használt magyar fordítása, Károli Gáspár „Vizsolyi Bibliája”. Ez egyben a legrégibb fennmaradt valóban teljes bibliafordítás. Valójában csak az ószövetségi részt nevezhetjük Károli eredeti munkájának, mivel az Újszövetséghez Félegyházi Tamás korábbi fordítását vette át, kisebb módosításokkal.

#### Amagyarországi reformációirodalma
- Vallásos értekező próza
  - Dévai Bíró Mátyás: Vita a szentek lelkének állapotáról
  - Székely István, Ozorai Imre
  - Bornemisza Péter
  - Heltai Gáspár
  - Méliusz Juhász Péter
  - Károli Gáspár jelentős műve a Két könyv minden országoknak és királyoknak jó és gonosz szerencséjöknek okairól (1563)
- Vallásos énekirodalom
  - Zsoltárok
    - Kecskeméti Vég Mihály: 55. zsoltár
    - Sztárai Mihály
    - Székely István: Zsoltárkönyv (1548)

  - Énekeskönyvek
    - Gálszécsi István: A kegyes énekekrül (1536)
    - Szkhárosi Horváth András (?-1549): Az emberi szerzésről, A kétféle hitről, Az istennek irgalmasságáról, Panasza Krisztusnak…, Pál érsek levelére való felelet, Az fejedelemségről, Az fösvénységről, Az átokról, Vígasztaló ének
    - Hoffgreff-énekeskönyv (1551)
    - Huszár Gál: Isteni dicséretek és psalmusok (1561)
      - Batthyány Orbán, Gyulai István, Németi Ferenc, Thordai Benedek

    - Bornemisza Péter: Énekek három rendbe (Bornemisza-énekeskönyv, 1582)
      - Dóczy Ilona: Dicsérlek tégedet, én édes Istenem, nagy kegyelmességedért, hálaadó ének (1567).
      - Ládonyi Sára: Láss hozzám, Úristen, kegyelmes szemeiddel. Személyes sérelmeit, árvaságát, a rosszakarók szidalmait panaszolja.
      - Massay Ágnes: Hálaadás tiszta életért. Hálálkodik Istennek, hogy megmentette ellenségeitől és megóvta attól a bűntől, hogy ellenségeire átkot kérjen.
      - Szepetneki János, Valkai Kelemen, Zeleméry László

  - Gyülekezeti énekszerzés
    - Bogáthi Fazekas Miklós: Énekek éneke, Jób könyve, Eszter dolga, Magyar zsoltár

  - Szombatos énekek

#### Katolikusirodalom
- Tanító és vígasztaló próza

## A késő reneszánsz irodalma (17. századelső fele)

### Tudományos irodalom
- Politika és történetírás
  - Latin nyelvű állami irodalom
  - Szamosközy István
  - Bethlen Gábor történetírói
  - Révay Péter
  - Lackner Kristóf (1571–1631)
  - A királytükör vagy fejedelmi tükör a reneszánsz kedvelt irodalmi műfaja volt a jó és igazságos fejedelem neveléséről.
    - Pataki Füsüs János: Királyoknak tüköre (1626), az első magyar államelméleti mű.
    - Prágai András: Fejedelmeknek serkentő órája (1628) Antonio de Guevara Relox című könyvének fordítása, a reneszánsz kori magyar próza egyik csúcsteljesítménye.
- Filozófiai munkák
- Magyar nyelvű tudós irodalom
  - Szenczi Molnár Albert
  - Szepsi Csombor Márton útleírása
  - Geleji Katona István
  - Sztoikus tudós poézis

### Szépirodalom

#### Manierista költészet
- Latin nyelvű alkalmi költészet
- Magyar nyelvű manierista költészet
  - Rimay János (1570–1631)
  - A reneszánsz udvari líra utolsó alkotásai

#### Népszerű lírai irodalom
- Közösségi-politikai költészet
  - Históriás ének átalakulása
  - Politikai propagandavers
  - Vitézi és hazafias költészet kezdetei
  - Wathay Ferenc
- Népszerű szerelmi líra
- Alkalmi és oktató versszerzés
  - Lakodalmi énekek és halotti búcsúztatók
  - Miskolczy Csulyák István
  - Oktató költészet

#### Népszerű epikus irodalom
- Szórakoztató verses história
  - Névtelen szerző: Telamon históriája
  - Névtelen: Rusztán császár históriája
  - Póli István: Jovenianus históriája
  - Bogáthi Fazekas Miklós
- Szerelmi históriák
  - Lévai Névtelen: Trója veszésének…
  - Gergei Albert: História egy Árgirus nevű királyfiról és egy tündér szűzleányról
- Kalandos szerelmi történetek
  - Czegi Névtelen: Effectus amoris, az szerelemnek erejea
  - Névtelen szerző: Leucippe és Cliptophon széphistóriája
  - Névtelen szerző: Apollonius
  - Névtelen szerző: História egy Pyramus nevű ifjúról és Thyberül
- Antik történeti históriák
  - Huszti Péter: Aeneis
  - CserényiMihály: Az persiai monarchiabeli fejedelmekről
  - Csáktornyai Mátyás: Grobián – fordítás, Régenten az római főasszonyoknak

### Vallásos irodalom
- Protestáns irodalom
  - Prédikációk
  - Politikai hitvitázó teológiai irodalom
    - Magyari István
    - Alvinczi Péter

  - Énekköltészet
    - Kanizsai Pálfi János, Kőrösi István, Pécseli Király Imre, Újfalvi Imre
    - Evangelikus énekszerzés
    - Unitárius zsoltárfordítás

  - A korszak érdekességeként maradt fenn Péchi Simon műkedvelő székely főnemes kéziratos bibliafordítása (1638).
- Vallásos elmélkedő próza
  - Ecsedi Báthory István (†1605)
  - Manierista kegyességi irodalom